# Chrysochloris
Chrysochloris és un gènere de talp daurat que conté les espècies següents: 
- Subgènere Chrysochloris
  - Talp daurat del Cap (Chrysochloris asiatica)
  - Talp daurat de Visagie (Chrysochloris visagiei)
- Subgènere Kilimatalpa
  - Talp daurat de Stuhlmann (Chrysochloris stuhlmanni)